# قزمان الثاني (بابا الإسكندرية)
قزمان الثاني، بابا الإسكندرية وبطريرك الكرازة المرقسية للأقباط الأرثوذكس رقم 54، أصله من مدينة سمنود. وأقام بطريركاً سبع سنوات وأربعة أشهر وتسعة أيام، في الفترة من 8 يوليو 851 حتى 17 نوفمبر 858 م، وتوفي. وخلا الكرسي بعده شهراً واحداً و21 يوماً.